# Savitri: una leyenda y un símbolo
El poema épico Savitrí: una leyenda y un símbolo, del escritor hindú Sri Aurobindo (1872-1950), fue escrito en un largo período que abarca desde el año 1916 hasta el año 1950, sufriendo diversas interrupciones y modificaciones debido a la dedicación de su autor a otras actividades como la política y la práctica del yoga. Fue publicado por primera vez entre los años 1950 y 1951. Con posterioridad estas primeras ediciones han sido corregidas, a raíz de una lectura más detenida de los manuscritos del autor, considerándose como versión definitiva la de 1993.
El largo poema en lengua inglesa se basa en un breve relato contenido en el antiguo texto épico Majábarata (siglo VI a. C.): «La historia de Satiaván y Savitrí», una historia de fidelidad y amor conyugal que lleva en última instancia a la esposa, Savitrí, a enfrentarse con Iama, el dios de la muerte, para que devuelva a la vida a su querido esposo Satiaván.

## Estructura del libro
El poema épico de Sri Aurobindo es uno de los más extensos escritos en idioma inglés. Se trata de un volumen de 724 páginas y consta de más de 24 000 versos. Está dividido en tres partes y se organiza en doce libros y un epílogo. Cada libro contiene un número variable de cantos, que suman 49 en total.
Cada una de las tres partes constituye un momento bien diferenciado del poema: La primera parte relata el yoga y la experiencia del rey Aswapati, padre de la princesa Savitrí; la segunda relata el yoga y experiencias de la propia Savitrí; en la tercera parte se desarrolla el enfrentamiento de Savitrí con Iama, dios de la muerte, para que devuelva a la vida a su marido Satyaván.
Los títulos de los libros y de los cantos dan una idea bastante precisa del contenido de los mismos y de la obra.
Como ejemplo pueden citarse los siguientes:
- El conocimiento secreto
- El reino de la materia sutil
- El descenso en la noche
- El paraíso de los dioses de la vida
- La búsqueda del incognoscible
- El camino del destino y el problema del dolor
- El encuentro con el alma
- Nirvana y el descubrimiento de la negación absoluta
- La casa del espíritu y la nueva creación.

## Conclusión
Sri Aurobindo sigue la línea argumental del relato del Majábharata, para exponer de una manera plástica y vívida toda su experiencia espiritual acumulada a lo largo de los años de práctica de su yoga: la entrada en los mundos interiores, el conocimiento de la Naturaleza oculta, la ascensión a otros planos de consciencia que incluyen los mundos del plano físico sutil, del mundo astral (que Sri Aurobindo llama plano vital), de los planos de la mente y de los que están por encima de ella, la sobremente y la supermente, hasta llegar a las puertas del contacto con la misma divinidad.
De la lectura del poema y de las declaraciones del mismo Sri Aurobindo se deduce que todo lo narrado no es una mera construcción poética sino que se trata de experiencias reales conocidas por Sri Aurobindo, lo que hace de Savitrí un legado y un verdadero mapa de los diversos planos de consciencia, dirigido a todos aquellos buscadores de lo oculto y de los caminos del espíritu.